# 迈克尔·格恩哈特
迈克尔·兰登·格恩哈特（Michael Landon Gernhardt，1956年5月4日—）是一位NASA宇航员。他还担任林顿·约翰逊太空中心环境生理学实验室经理和PRP项目首席研究员。

## 个人经历
格恩哈特于1956年5月4日出生于美国俄亥俄州曼斯菲尔德。他喜欢跑步、游泳、飞行、钓鱼和深海潜水。

### 水下职业生涯
从1977年到1984年，格恩哈特担任专业潜水员，并担任世界各地海底油田的建设和维修项目经理。他拥有超过700个深海潜水记录。格恩哈特参加了宾夕法尼亚大学的研究生院，并在组织气泡动力学方面提出了新的理论。之后，他参与了新型减压表的开发和试验。1984年到1988年，格恩哈特先后担任国际海洋工程公司（Oceaneering International）特别计划的经理和副总裁。在这期间，他领导开发了海底平台的清洁和检查遥控系统，以及新的潜水和机器人工具。1988年，他创办海洋空间系统公司（Oceaneering Space Systems），致力于海底技术用于国际空间站的研究。从1988年到1992年，他研究同时适用于宇航员和机器人操作的空间站维修工具。他也负责开发用于舱外活动的新型便携式生命支持系统和减压程序。

### NASA职业生涯
1992年3月，格恩哈特被美国国家航空航天局选中，1992年8月进入约翰逊航天中心。
他的主要任务包括：航天飞机航空电子综合实验室飞行软件鉴定；开发nitrox系统，用于哈勃太空望远镜维修和各种空间站舱外活动训练；作为佛罗里达州肯尼迪航天中心航天员支持小组成员，负责航天飞机发射前的检查工作；在休斯顿任务控制中心担任多个航天飞机任务的通信员；领导国际研究组，开发新的呼吸系统，改进国际空间站太空行走的安全和效率。
到目前为止，迈克尔·格恩哈特博士作为任务专家参加了4次太空飞行，分别为1995年的STS-69、1997年的 STS-83和STS-94、2001年的STS-104，总计飞行时间为43天。他共参与了4次太空行走，总计时间为23小时16分钟。

## 太空飞行经历

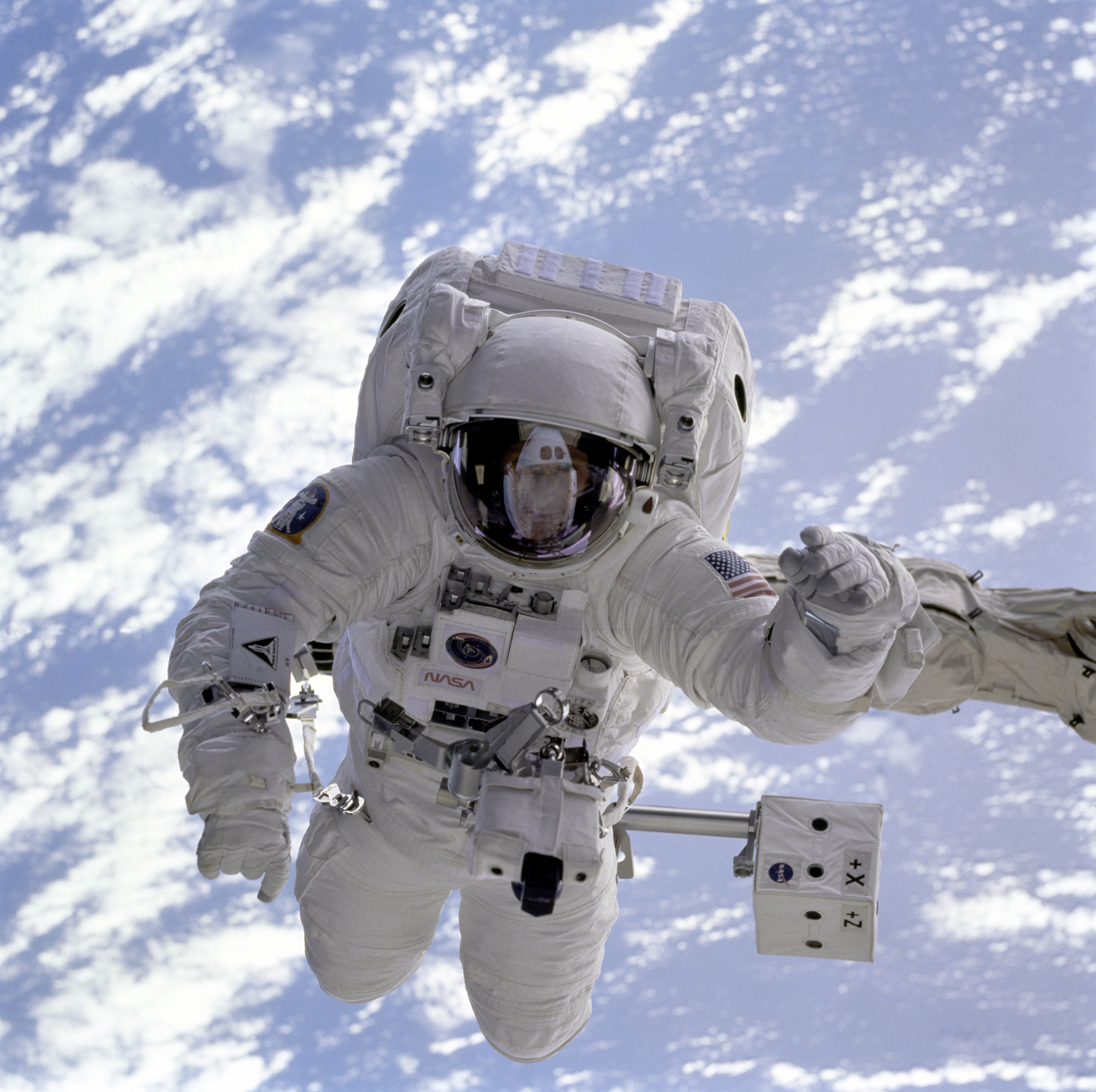
1995年美国宇航员迈克尔·格恩哈特执行STS-69时进行太空行走。

STS-69任务的目的为部署和取回SPARTAN卫星和WSF。奋进号航天飞机于1995年9月7日起飞，18日返回，任务持续260小时29分8秒，格恩哈特与詹姆斯·沃斯进行了一次太空行走，用时6小时46分，评估了空间站的工具和硬件。
STS-83是一次关于微重力科学实验室的任务，由于航天飞机3个燃料电池装置中有1个出现故障而中断。哥伦比亚号航天飞机于1997年4月4日起飞，飞行95小时12分后于8日返回。
STS-94目的是继续STS-83未完成的任务，主要研究在微重力环境下的材料和燃烧科学。哥伦比亚号航天飞机于1997年7月1日起飞，17日返回，总计飞行时间飞行376小时45分，绕地球飞行了251圈。
STS-104是国际空间站的第10次任务。阿特兰蒂斯号航天飞机于2001年7月12日起飞，24日返回。在为期13天的任务期间，任务成员和第2长期考察组（Expedition 2）的成员一起工作。格恩哈特与詹姆斯·莱利进行了3次太空行走，为空间站安装了空气阻隔舱。